# Belgacom-arrest
Het Belgacom-arrest is een arrest van het hof van beroep te Brussel van 23 november 2017 waarin het hof oordeelde dat de vereiste substantie om de fiscale werkelijke zetel te hebben in een bepaalde staat, afhangt van de aard van de activiteiten van de vennootschap. In deze zaak ging het om een Luxemburgse dochtervennootschap wier enige activiteit bestond uit deelnemingen te verwerven en aan te houden.